# سلمى بن القين
سلمى بن القين (توفى نحو 21 هـ - 642 م): صحابي، من أشراف تميم. وهو من المهاجرين، وفد على النبي ﷺ في مئة رجل من تميم سنة 8 هـ فأسلم. شهد الفتوح العربية الإسلامية، وقتال الفرس مع خالد بن الوليد ثم المثنى بن حارثة في أيام أبي بكر الصديق. وشهد معركة القادسية والمدائن مع سعد بن أبي وقاص، ومن المدائن تحول مع عتبة بن غزوان إلى البصرة في نحو سبعمائة من قومه. وأمره عتبة بن غزوان بقتال الهرمزان بميسان ودستمسان على الحدود العربية والفارسية في ميسان، فشهد فتح الأهواز ومعركة نهاوند.

## حياته وسيرته

### نسبه
سَلمَى بن القَيْن بن عَمْرو بن بكر بن مالك بن حَنْظَلة بن مالك بن زيد مناة بن تميم.

### إسلامه
كان لسلمى شرف الصحبة والهجرة إلى النبي صلى الله عليه وسلم، فقال في ذلك ابن الكلبي:« سلمى بن القين بن عمرو بن بكر: صحب النبيّ ». وكان على رأس مئة رجل وفدوا إلى النبي في السنة الثامنة للهجرة، وهو أول وفد من تميم إلى رسول الله، وفي ذلك روى أبو حاتم السجستاني عن الشعبي خبر طويل، نختصره في الآتي: «لما سمع أكثم بخروج النبيّ ﷺ بعث إليه ابنه حبيشًا ليأتيه بخبره... فكتب إليه النبي ﷺ: "أَحْمَدُ إِلَيْكَ اللهَ الَّذِي لَا إِلهَ إِلَّا هُوَ، إِنَّ اللهَ أَمَرَنِي أنْ أَقُولَ لَا إِلهَ إِلَّا اللهَ"، فقال أكثم لابنه: ماذا رأيت؟ قال: رأيته يأمر بمكارم الأخلاق، ويَنْهى عن ملائمها، فجمع أكثم قومَه، ودعاهم إلى اتباعه... ثم نادى في قومه فتبعه منهم مائة رجل، منهم: الأقرع ابن حابس، وسلمى بن القين، وأبو تَمِيمة الهُجَيْمي، ورباح بن الرَّبيع، والهنيد، وعبد الرحمن بن الربيع، وصفْوان بن أسيد؛ فساروا». وللقصة سند آخر عن عبد الملك بن عمير يثبتها.
ولسلمى هجرة، أي أنه كان قد وفد وصحب رسول الله قبل فتح مكة، لقول النبي:«لَا هِجْرَةَ بَعْدَ الْفَتْحِ».وفي ذلك يقول ابن الأثير: «سلمى بن القَيْن بن عَمْرو بن بكر بن زيد بن مالك بن حَنْظلة بن مالك بن زيد مناة بن تميم التميمي الحنظلي، له صحبة، وهو مهاجري».وقد ذكره ابن سعد في طبقات من أسلم عند فتح مكة، ومما يدل على ثبوت هجرته وأن وفادته كانت قبل فتح مكة هو ذكر الأقرع بن حابس فيمن شهد فتح مكة وحنين وأن وفادة المئة رجل من تميم كانت قبيل فتح مكة، وفي ذلك قال ابن إسحاق:«وقد كان الأقرع بن حابس وعيينة بن حصن شهدا مع رسول الله صلى فتح مَكّة وحُنَينًا والطّائف، فلما قدم وَفْدُ بني تميم كانا معه».ثم وفدت تميم في ووفود أخرى.

### جهاده
کان سلمي من السابقين الأولين للجهاد في ميدان العراق، فقد كان في العراق قبل أن يقدم خالد بن الوليد عليه. وحين فرغ خالد من حرب الردة ولاه أبو بكر الصديق قيادة الفاتحين في العراق، وكتب إلى المثنی بن حارثة الشيباني ومذعور بن عدي المجلي وحرملة بن مريطة التميمي وسلمى ان يلحقوا بخالد في الأبلة، وكان معهم ثمانية آلاف من ربيعة ومضر إلى الفين كانوا مع خالد، فقدم خالد العراق للحرب في عشرة آلاف. وشهد سلمى معارك العراق تحت لواء خالد وأبي عبيد بن مسعود الثقفي وسعد بن أبي وقاص وعتبة بن غزوان وغيرهم.